# Escapism (Fallulah-album)
Escapism er det andet studiealbum fra den dansk-rumænsk sangerinde Fallulah, der udkom den 4. februar 2013 på Sony Music. Albummet udkommer tre år efter debutalbummet The Black Cat Neighbourhood, der blev en kommerciel succes. Fallulah mener Escapism har et mere "drømmende, filmisk udtryk end på debutpladen", der var præget af Balkan-inspireret popmusik.
Fallulah har valgt titlen Escapism fordi hun betegner sig selv som "en drømmer", og forklarer: "Eskapisme er nok noget, de fleste kan forholde sig til, og det kan både være godt og skidt. Nogle gange har man bare brug for at gemme sig fra hverdagslivet og synke ned i virkelighedsfjerne tv-serier. Det har jeg i hvert fald brug for i perioder. Men alt kan tage overhånd, og der er mange muligheder for at flygte fra virkeligheden i dag, og der er mange, der gør det."
Albummet blev ikke en lige så stor kommerciel succes som debutalbummet The Black Cat Neighbourhood (2010). Escapism debuterede som nummer to på album-hitlisten, med 626 solgte eksemplarer i den første uge. Albummet tilbragte blot fem uger i top 40.

## Singler
"Superfishyality" udkom som første single fra Escapism den 8. oktober 2012. Sangen blev efterfølgende valgt til P3's Uundgåelige. Titlen refererer til musikbranchen, som hun har et had/kærlighed forhold til: "Jeg lever for at skrive sange, være i studiet og spille dem for mine fans. Men al det der foregår i kulissen, hænger mig til tider langt ud af halsen". "Superfishyality" handler ifølge Fallulah om hendes "forsøg på at navigere i den verden, som kan være fantastisk men også rådden og overfladisk".
Den 11. januar 2013 udkom andensinglen, "Dried-Out Cities". Sangen handler om "at være i et parforhold og den splittelse, man kan have, når man bliver voksen, og at man på sigt gerne vil slå sig ned og få børn og tage et stort lån i banken, så man kan købe en lejlighed eller et hus", ifølge Fallulah.

## Spor
| #   | Titel                                                    | Sangskriver(e)        | Producer(e)                 | Længde |
| --- | -------------------------------------------------------- | --------------------- | --------------------------- | ------ |
| 1.  | "Deserted Homes"                                         | Maria Apetri          | Maria Apetri                | 4:13   |
| 2.  | "Mares"                                                  | Apetri, The Rural     | Maria Apetri, The Rural     | 3:40   |
| 3.  | "Dried-Out Cities"                                       | Apetri                | Maria Apetri                | 4:19   |
| 4.  | "Escapism"                                               | Apetri                | Maria Apetri                | 3:36   |
| 5.  | "Superfishyality"                                        | Apetri, Liam Howe     | Liam Howe                   | 3:16   |
| 6.  | "Come into My Heart"                                     | Apetri, James Bryan   | James Bryan                 | 4:15   |
| 7.  | "Graveyard of Love"                                      | Apetri                | Liam Howe                   | 3:55   |
| 8.  | "Dragon"                                                 | Apetri                | Maria Apetri, Tore Nissen   | 3:04   |
| 9.  | "Your Skin"                                              | Apetri                | Maria Apetri, Tore Nissen   | 3:32   |
| 10. | "13th Cigarette"                                         | Apetri, Justin Parker | Maria Apetri, Justin Parker | 4:10   |
| 11. | "Car Window"                                             | Apetri                | Maria Apetri                | 3:25   |
| 12. | "Hurricane" (Cover) (bonus spor)                         | The Rayees            | Maria Apetri                | 2:59   |
| 13. | "He'll Break Up with You When Summer Comes" (bonus spor) | Apetri                | Maria Apetri                | 3:22   |

| 14. | "Wicked Game" | Chris Isaak | Tore Nissen, Maria Apetri | 4:02 |